# Take Me to Your Heart (bài hát của Michael Learns to Rock)
"Take Me to Your Heart" là một bài hát của ban nhạc soft rock Đan Mạch Michael Learns to Rock và là đĩa đơn đầu tiên trích từ album Michael Learns to Rock phát hành năm 2004. Bài hát là một bản sửa đổi lại của bài hát hit Hoa ngữ "Nụ hôn biệt ly" ("吻别", "Goodbye Kiss") của ca sĩ Hồng Kông Trương Học Hữu.

## Xếp hạng
| Bảng xếp hạng (2004) | Vị trí |
| -------------------- | ------ |
| Đài Loan Top 10      | 5      |
| Trung Quốc Top 20    | 14     |